# Varanus primordius
Espèce
Synonymes
- Varanus acanthurus primordius Mertens, 1942

Statut de conservation UICN

 LC  : Préoccupation mineure
Statut CITES
Varanus primordius est une espèce de sauriens de la famille des Varanidae.

## Répartition
Cette espèce est endémique du Nord du Territoire du Nord en Australie.

## Publication originale
- Mertens, 1942 : Ein weiterer neuer Waran aus Australien. Zoologischer Anzeiger, vol. 137, p. 41-44.